# Wasson Bluff
Wasson Bluff är ett stup i Kanada.   Det ligger i provinsen Nova Scotia, i den östra delen av landet, 900 km öster om huvudstaden Ottawa. Wasson Bluff ligger 53 meter över havet.
Terrängen runt Wasson Bluff är platt åt sydväst, men norrut är den kuperad. Havet är nära Wasson Bluff åt sydost. Trakten är glest befolkad. Närmaste större samhälle är Parrsboro, 7,3 km väster om Wasson Bluff.